# Emmas Chatroom
Emmas Chatroom (Schreibweise im Titel: Emm@s Ch@troom) ist eine deutsch-australische Fernsehserie für Kinder und Jugendliche, die in Australien, Deutschland und Singapur gedreht wurde. Die Serie wurde von Southern Star Entertainment in Zusammenarbeit mit dem NDR, Screen Australia und dem australischen Sender Nine Network produziert. Sie wurde in Deutschland erstmals vom 18. November 2010 bis zum 20. Januar 2011 vom Kindersender KiKA ausgestrahlt.

## Handlung
Ein Jahr nachdem Emma und Ally als Austauschschülerinnen nach Singapur gekommen sind, müssen die beiden nach einer Tanzperformance beim Schulfest wieder zurück in ihre Heimatländer Deutschland und Australien. Ihre Freundin Jackie bleibt in Singapur zurück. Besonders Emma fällt der Abschied schwer, da sie sich in Jackies Bruder Josh verliebt hat. Ihre Gefühle beruhen auf Gegenseitigkeit, was am Anfang aber beide nicht gern zugeben. Josh schenkt den drei Mädchen zum Abschied noch einen USB-Stick mit einem privaten Chatroom, in den sie sich mit einem Handy-PIN einloggen können. Kaum nachdem sie dies ausprobiert haben, spielen sämtliche elektronischen Geräte der drei verrückt und jede bekommt einen Stromschlag. Einige Zeit später finden sich die Mädchen in einer fremden, leeren Welt wieder. Nachdem sie anfänglich glauben, dass der Stromschlag sie alle drei getötet hat, begreifen sie, dass sie im Cyberspace gefangen sind. Die Mädchen finden heraus, wie sie durch Eingabe bestimmter Handy-PINS nach Hause zurückkehren können und wie sie die anderen auf diese Weise in ihren Heimatländern besuchen können. Sie müssen den Chatroom jedoch geheim halten. Gemeinsam erleben die drei in den jeweiligen Heimatländern der Freundinnen viele Abenteuer und erkennen, dass das Leben mit solch einem Geheimnis gar nicht so einfach ist. Dazu kommt noch, dass Emma, die in Jackies Bruder Josh verliebt ist, diesen wieder sehen will. Damit würde sie jedoch das Geheimnis des Chatrooms lüften, denn Josh glaubt, dass sich Emma in Hamburg befindet. Ebenso lernt Jackie in Hamburg Nicholas kennen, der ein Freund von Emma ist, die beiden verlieben sich und alles wird komplizierter. Ally wohnt auf einer Pferdefarm und auf dieser hilft Dan aus, wenn die Familie keine Zeit hat. Ally gibt es nicht gerne zu, doch es scheint auch zwischen ihnen zu funken.  Außerdem nutzen Jackie, Emma und Ally die Fähigkeit, durch das Cyberspace zu reisen, auch dazu, an den National Dance Championships in Singapur teilzunehmen und versuchen trotz der Zeitverschiebung, sich regelmäßig in Singapur zu treffen und mit ihrer Tanzlehrerin Michelle für den Tanzwettbewerb zu trainieren.

## Besetzung und Synchronisation
Die deutschsprachige Synchronisation entstand bei der Studio Hamburg Synchron. Verfasser der Dialogbücher der Episoden waren Marius Clarén und Bianca Krahl. Clarén war auch als Dialogregisseur tätig.
| Rolle           | Schauspieler        | Synchronsprecher      | Beschreibung                                            |
| --------------- | ------------------- | --------------------- | ------------------------------------------------------- |
| Emma Schubert   | Sophie Karbjinski   | Sophie Karbjinski     | Tänzerin, Joshs Freundin                                |
| Ally Henson     | Marny Kennedy       | Saskia Weckler        | Tänzerin, Dans Freundin, Damons große Schwester         |
| Jackie Lee      | Charlotte Nicdao    | Leonie Landa          | Tänzerin, Nicholas’ Freundin, Joshs Schwester           |
| Josh Lee        | Takaya Honda        |                       | Jackies großer Bruder, Emmas Freund                     |
| Nicholas Holz   | Jannik Schümann     | Jannik Schümann       | Schulkollege von Emma, Jackies Freund                   |
| Dan Price       | Luke Erceg          | René Dawn-Claude      | Nachbar und Stallbursche der Hensons, Allys Freund      |
| Chelsea Teo     | Chervil Tan         | Katharina von Keller  | Tänzerin, Emmas, Allys und Jackies Konkurrentin         |
| Carla           | Veracia Yong        |                       | Tänzerin, Chelseas und Sophies Partnerin                |
| Sophie          | Iris Lim            |                       | Tänzerin, Chelseas und Carlas Partnerin                 |
| Michelle Juan   | Julie Wee           | Kristina von Weltzien | Emmas, Allys und Jackies Choreographin und Tanzlehrerin |
| Jürgen Schubert | Michael Lott        | Michael Lott          | Emmas Vater                                             |
| Tina Schubert   | Christine Kutschera | Christine Kutschera   | Emmas Mutter                                            |
| Damon Henson    | Sam Fraser          |                       | Allys kleiner Bruder                                    |
| Sarah Henson    | Clodagh Crowe       |                       | Allys und Damons Mutter                                 |
| Ben Henson      | Don Halbert         |                       | Allys und Damons Vater                                  |
| Mrs. Lee        | Bernie Chan         |                       | Jackies und Joshs Mutter                                |
| Mr. Lee         | Kin Wah Chew        | Mark Bremer           | Jackies und Joshs Vater                                 |
| Oma Lee         | Catherine Sng       |                       | Jackies und Joshs Oma                                   |
| Mrs. Teo        | Kheng Hua Tan       | Traudel Sperber       | Chelseas Mutter                                         |
| Mr. Teo         | Gerald Chew         |                       | Chelseas Vater                                          |

## Drehorte
Gedreht wurde „Emmas Chatroom“ von Januar bis August 2009 ausschließlich an Originalschauplätzen in den drei Ländern Deutschland (Hamburg), Australien (Sydney) und Singapur.

## Episodenliste
| Nummer | Deutscher Titel                | Erstausstrahlung (Deutschland) |
| 1      | Wiedersehen im Cyberspace      | 18. November 2010              |
| 2      | Netzreisende                   | 18. November 2010              |
| 3      | Verliebt in Hamburg            | 22. November 2010              |
| 4      | Jackies Traum                  | 22. November 2010              |
| 5      | Allein im Outback              | 23. November 2010              |
| 6      | Emma & Josh                    | 24. November 2010              |
| 7      | Handyschulden                  | 25. November 2010              |
| 8      | Kleiner Bruder, großes Problem | 29. November 2010              |
| 9      | Ausgepowert                    | 30. November 2010              |
| 10     | Das Video des Jahres           | 1. Dezember 2010               |
| 11     | Ally & Dan                     | 2. Dezember 2010               |
| 12     | Das Tagebuch                   | 6. Dezember 2010               |
| 13     | Der Kunstraub                  | 7. Dezember 2010               |
| 14     | Der totale Freizeitstress      | 8. Dezember 2010               |
| 15     | Aufgeflogen                    | 9. Dezember 2010               |
| 16     | Intrigen in Singapur           | 4. Januar 2011                 |
| 17     | Jackie & Nicolas               | 5. Januar 2011                 |
| 18     | Auf Leben und Tod              | 6. Januar 2011                 |
| 19     | Lost in Lüneburg               | 10. Januar 2011                |
| 20     | Netzausfall                    | 11. Januar 2011                |
| 21     | Endlich Ferien?                | 12. Januar 2011                |
| 22     | Seenot in Sydney               | 13. Januar 2011                |
| 23     | Handy-Virus                    | 17. Januar 2011                |
| 24     | Einsatz für Chelsea            | 18. Januar 2011                |
| 25     | Mehr Ärger für Jackie          | 19. Januar 2011                |
| 26     | Finale                         | 20. Januar 2011                |